# Megamania

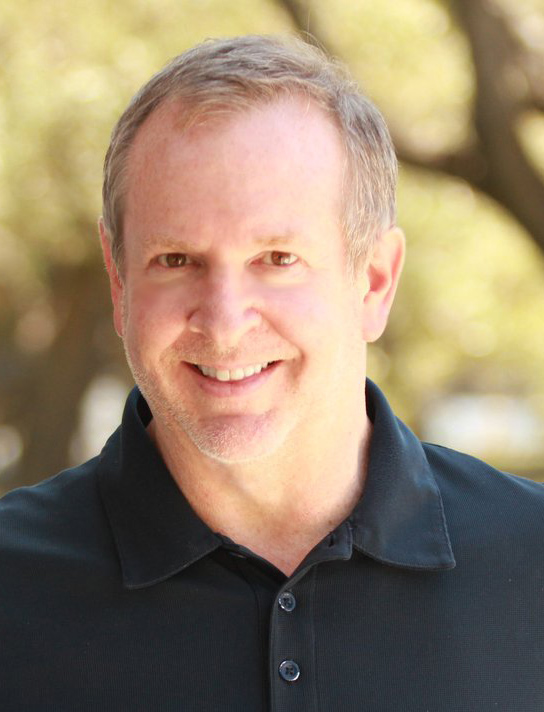
Foto corporativa de Steven Cartwright en 2011. Ahora aparece en sus perfiles de Facebook y LinkedIn.

Megamania es un videojuego para la consola Atari 2600 del género matamarcianos creado por Steve Cartwright y publicado en 1982 por Activision. Tomó cerca de seis meses para desarrollar el concepto, y otros tres meses para terminarlo. Después fue lanzado para la Atari 5200 y la Atari 8-bit en 1983. La versión de la Atari 2600 fue incluida en la Activision Antholohy, lanzado en el 2002.

## Modo de juego
Es un juego de puntería fija en el que el jugador controla una pequeña nave con un cañón láser moviéndolo horizontalmente a través de la parte inferior de la pantalla, para disparar a los enemigos que son diversos objetos; tales como hamburguesas, corbatas, y planchas. El objetivo del juego es derribarlos antes de que la barra de energía de la parte inferior de la pantalla se agote, evitando a los enemigos que se acercan con sus ataques. Cada uno de los enemigos vuelan en distintas partes, y tan pronto como lleguen a la parte inferior de la pantalla, volverán a aparecer en la parte superior hasta que el jugador les dispare.

## 2600 vs. 5200
Megamania fue lanzado tanto para el Atari 2600 y el Atari 5200. Ambos incluyen el mismo sistema de juego en general, pero la versión para la 5200 tiene algunas mejoras:
- Hay una pantalla del título en el comienzo del juego.
- Los enemigos son más detallados y utilizan una gran combinación de colores en lugar de uno solo.

- Los nombres de algunos enemigos se cambiaron. Esto puede ser debido al aumento en detalle gráfico.

La versión para la Atari 8-bit era la misma que la versión de Atari 5200.